# Кондрусев, Семён Михайлович
Семён Михайлович Кондрусев (14 февраля 1897 — 24 июня 1941) — советский военачальник, генерал-майор (1940 год).

## Биография
Семён Михайлович Кондрусев родился 14 февраля 1897 года в деревне Епишево Смоленской губернии ныне Рославльского района Смоленской области.

### Первая мировая и гражданская войны
В 1916 году был призван на службу и направлен на Петровский завод, где был оставлен работать военнообязанным в оборонной промышленности. В мае 1917 года Кондрусев был мобилизован в Русскую императорскую армию и направлен в дислоцированный в Бахмуте 44-й запасной полк, из которого через два месяца дезертировал в чине рядового.
В октябре 1918 года был призван в ряды РККА и направлен красноармейцем в 1-й запасной батальон (Западный фронт), дислоцированный в Рославле.
В декабре 1918 года был направлен на учёбу на Смоленские командные пехотные курсы, по окончании которых в мае 1919 года был назначен на должность командира взвода 65-го стрелкового полка 8-й стрелковой дивизии, которая в конце мая была передислоцирована в район Двинска, где Кондрусев 27 — 28 мая в ходе боевых действий был ранен и до сентября проходил лечение в госпитале в Смоленске, после чего был направлен в 129-й отдельный батальон Западного фронта, где был назначен на должность командира взвода, а затем — на должность помощника командира роты. В октябре 1920 года батальон был включен в 165-й стрелковый полк 19-й стрелковой дивизии, дислоцированный в районе Овруча, а Кондрусев был назначен на должность командира роты. Принимал участие в боевых действиях на Южном фронте против войск под командованием генерала П. Н. Краснова под Екатеринославом, а также в боевых действиях в ходе советско-польской войны.

### Межвоенное время
В феврале 1921 года 19-я стрелковая дивизия была расформирована, после чего Кондрусев был назначен на должность командира роты в 391-м стрелковом полку (44-я стрелковая дивизия), в мае того же года был переведён в дислоцированный в Житомире 388-й Богунский стрелковый полк этой же дивизии, преобразованный в июне 1922 года в 130-й Богунский стрелковый полк. В полку служил на должностях командира роты и батальона, помощника командира полка.
В мае 1923 года был направлен на учёбу на Харьковские Высшие повторные курсы старшего комсостава, которые закончил в июне 1924 года.
В 1926 году Кондрусев вступил в ряды ВКП(б).
В ноябре 1930 года был направлен на Стрелково-тактические курсы «Выстрел», после окончания которых в мае 1931 года был назначен на должность командира 132-го Донецкого полка (44-я стрелковая дивизия), в мае 1938 года — на должность помощника командира, а в августе — на должность командира 81-й стрелковой дивизии, дислоцированной в Шепетовке (Киевский военный округ).
С декабря 1939 года командовал 62-й стрелковой дивизией. Во главе её участвовал в советско-финской войне (13-я армия).
В июне 1940 года был назначен на должность командира 37-го стрелкового корпуса, а в марте 1941 года — на должность командира 22-го механизированного корпуса (Киевский военный округ).

### Великая Отечественная война
С началом войны корпус под командованием Кондрусева в составе 5-й армии (Юго-Западный фронт) принимал участие в ходе приграничного сражения. 22 июня корпус был поднят по тревоге (он дислоцировался в районе Ровно) и приготовился к выдвижению, в ночь на 23 июня совершил 50-км марш (без 41-й танковой дивизии, переброшенной по приказу командования в район Ковеля) и сосредоточился в заданном районе.
Для нанесения контрудара по 1-й танковой группе и 6-й армии противника командование Юго-Западного фронта выделило шесть механизированных корпусов, в том числе и 22-й механизированный под командованием Кондрусева, но ввести в сражение одновременно все корпуса не удалось. 22-й механизированный корпус совершил второй ночной марш и на рассвете 24 июня, не дожидаясь подхода других корпусов, силами 19-й танковой дивизии нанес контрудар по левому флангу прорвавшейся группы противника, однако контрудар не получил развития. Другие части корпуса сами подверглись ударам противника, и со значительными потерями корпус был вынужден отступить. Генерал-майор Семён Михайлович Кондрусев в ходе боёв в районе деревни Александровка Владимир-Волынского района Волынской области после 17:00 часов 24 июня 1941 года погиб на поле боя от разорвавшегося снаряда. Похоронен на Байковом кладбище в Киеве.

## Награды
- Два ордена Ленина (7.04.1940[4], 22.07.1941[5]);
- Медаль «20 лет Рабоче-Крестьянской Красной Армии» (22.02.1938).

## Воинские звания
- полковник — 24.12.1935
- комбриг — 4.11.1939
- комдив — 1.04.1940
- генерал-майор — 04.06.1940